# STS-117
La STS-117 è stata la 118ª missione spaziale del Programma Space Shuttle, il 28º volo dello Space Shuttle Atlantis, la 21ª missione statunitense verso la ISS e il volo di assemblaggio 13A.
La missione aveva lo scopo di installare sulla Stazione spaziale internazionale i segmenti a travatura reticolare (S3 e S4) con il terzo gruppo di celle fotovoltaiche. È stata inoltre completata la ritrazione delle celle fotovoltaiche del segmento P6 iniziata nella missione STS-116.
La missione STS-117 rappresenta il 250º volo umano in orbita terrestre.
Il 26 febbraio 2007 una violenta grandinata si è abbattuta sul Kennedy Space Center danneggiando il serbatoio esterno e parte dello scudo termico dell'ala sinistra della navetta. Dopo una prima analisi dei danni si è deciso di rinviare il lancio previsto per il 15 marzo e di effettuare quindi un Roll Back, cioè di riportare la navetta nel Vehicle Assembly Building per le riparazioni. Il Roll Back ha avuto luogo il 4 marzo. Dopo la conclusione delle ispezioni è emerso che i danni arrecati al rivestimento esterno del serbatoio sono per compressione della schiuma e non per distaccamento di materiali e quindi meno gravi del previsto. La data prevista per il lancio è stata dunque spostata all'8 giugno.
Il 26 aprile 2007, a causa dei ritardi accumulati, la NASA ha deciso di effettuare il cambio di equipaggio Williams-Anderson in questa missione anziché nella prevista STS-118.

## Equipaggio
| Ruolo                   | Equipaggio                                    | Equipaggio                                    |
| ----------------------- | --------------------------------------------- | --------------------------------------------- |
| Comandante              | Frederick W. "Rick" Sturckow, NASA Terzo volo | Frederick W. "Rick" Sturckow, NASA Terzo volo |
| Pilota                  | Lee Joseph Archambault, NASA Primo volo       | Lee Joseph Archambault, NASA Primo volo       |
| Specialista di missione | James F. Reilly, II, NASA Terzo volo          | James F. Reilly, II, NASA Terzo volo          |
| Specialista di missione | Steven R. Swanson, NASA Primo volo            | Steven R. Swanson, NASA Primo volo            |
| Specialista di missione | Patrick G. Forrester, NASA Secondo volo       | Patrick G. Forrester, NASA Secondo volo       |
| Specialista di missione | John D. Olivas, NASA Primo volo               | John D. Olivas, NASA Primo volo               |

Equipaggio ISS Expedition 15 in partenza
- Clayton C. Anderson[1] (1) - ISS Ingegnere di volo - NASA

Equipaggio ISS Expedition 15 in ritorno
- Sunita Williams[1] (1) - ISS Ingegnere di volo - NASA

Il numero tra parentesi indica il numero di voli spaziali eseguiti dall'astronauta compresa l'attuale missione.

## Statistiche della missione
- 149ª missione umana Americana nello spazio
- 118ª missione Shuttle
- 93ª missione dopo il disastro del Challenger
- 5ª missione dopo il disastro del Columbia
- 28ª missione dell' Atlantis
- 21ª missione di assemblaggio della ISS

## Stemma
Lo stemma simboleggia la continuazione dell'assemblaggio della stazione spaziale internazionale, raffigurata mentre orbita attorno alla Terra. La parte della stazione in colore dorato è il componente che è stato installato dell'equipaggio della missione STS-117. Sopra e sotto la stazione sono presenti i nomi degli astronauti. I due simboli dell'Astronaut Office che si distendono in basso dal numero "117" rappresentano gli sforzi dei programmi spaziali verso il completamento della stazione. In alto, l'orbiter e la striscia rossa, bianca e blu rappresentano il rinnovato patriottismo statunitense, mentre si prosegue l'esplorazione dell'universo.

## Prelancio
- Roll over: 7 febbraio 2007
- Primo Roll out: 15 febbraio 2007
- Roll Back: 4 marzo 2007
- Secondo Roll Out: 15 maggio 2007

## Carico della missione
Il carico della missione è il segmento S3/S4 per la Stazione Spaziale Internazionale.
| Posizione | Cargo                                                  | Massa            |
| --------- | ------------------------------------------------------ | ---------------- |
| Bay 1-2   | Orbiter Docking System EMU 1-2                         | 1800 kg? 240 kg? |
| Bay 3P?   | APCU (Assembly Power Converter Unit) (28VDC-to-124VDC) | 2 x 35 kg 20 kg  |
| Bay 4-12  | Truss segment S3/S4                                    | 16183 kg         |
| Sill      | OBSS 201                                               | 450 kg?          |
| Sill      | RMS 301                                                | 390 kg           |
|           |                                                        | Totale 19083 kg  |

## Missione

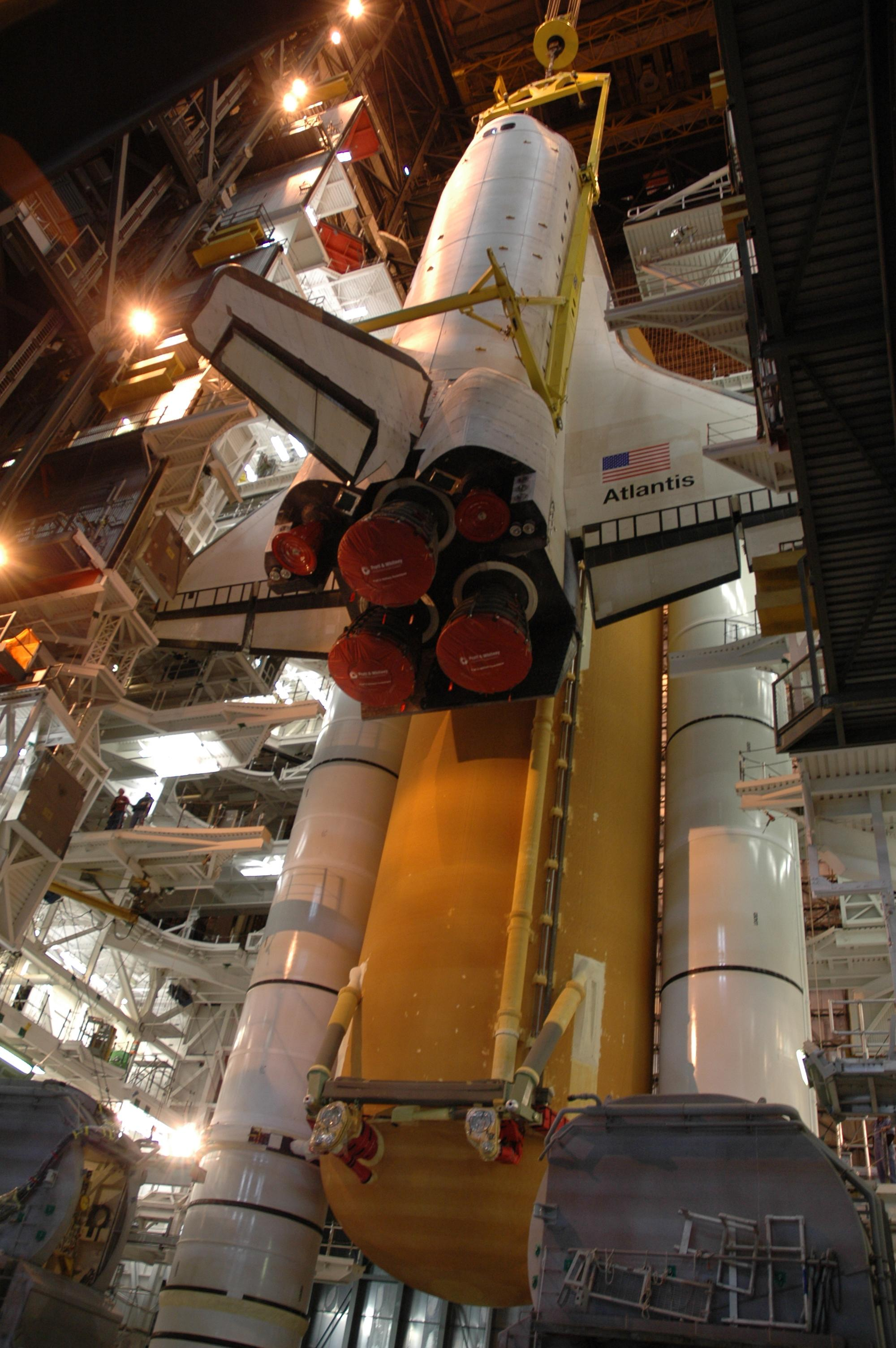
L'Atlantis viene collegato con il serbatoio esterno e con i due razzi a combustibile solido SRB

Il lancio della missione era stato originalmente previsto il 16 marzo, ma la data è stata anticipata per aumentare la finestra di lancio e incrementare le possibilità del successo del lancio. In preparazione per la data precedente, l'Atlantis era stato trasportato al Vehicle Assembly Building il 7 febbraio.
Dopo l'arrivo dell'orbiter all'Assembly Facility, venne collegato al serbatoio esterno e ai razzi a combustibile solido il 12 febbraio. Fu inoltre installato il carico scientifico della missione, costituito dal segmento S3/S4 e un gruppo di pannelli solari.
Precedentemente era previsto il rollover dell'Atlantis per il lancio dal pad 39A il 14 febbraio, ma a causa di letture errate della pressione in uno degli Operation Pressure Trasducers (OPT) nella parte anteriore dell'SRB destro esso venne rimandato alle 7:00 EST del 15 febbraio.
Ulteriori inconvenienti, come un problema al trasferimento di un generatore al Mobile Launcher Platform, rimandarono ulteriormente il Rollout fino alle 8:19.
Alle 15:09 il Shuttle giunse alla piattaforma di lancio, e venne deciso di risolvere proprio sulla piattaforma il problema con gli OPT.

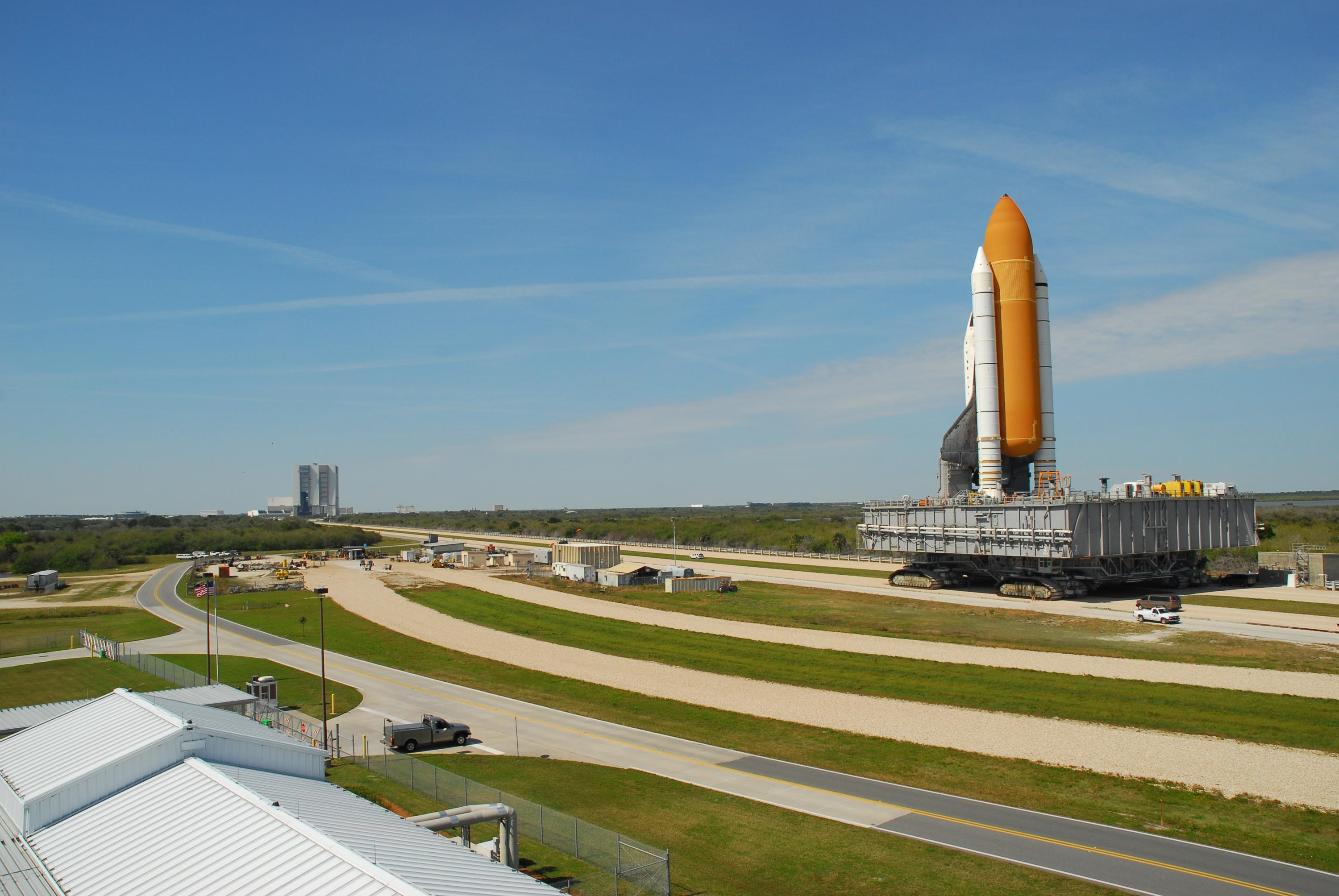
L'Atlantis viene riportato al Vehicle Assembly Building il 4 marzo per le riparazioni dei danni causati da una grandinata avvenuta il 26 febbraio

### Danni da grandine

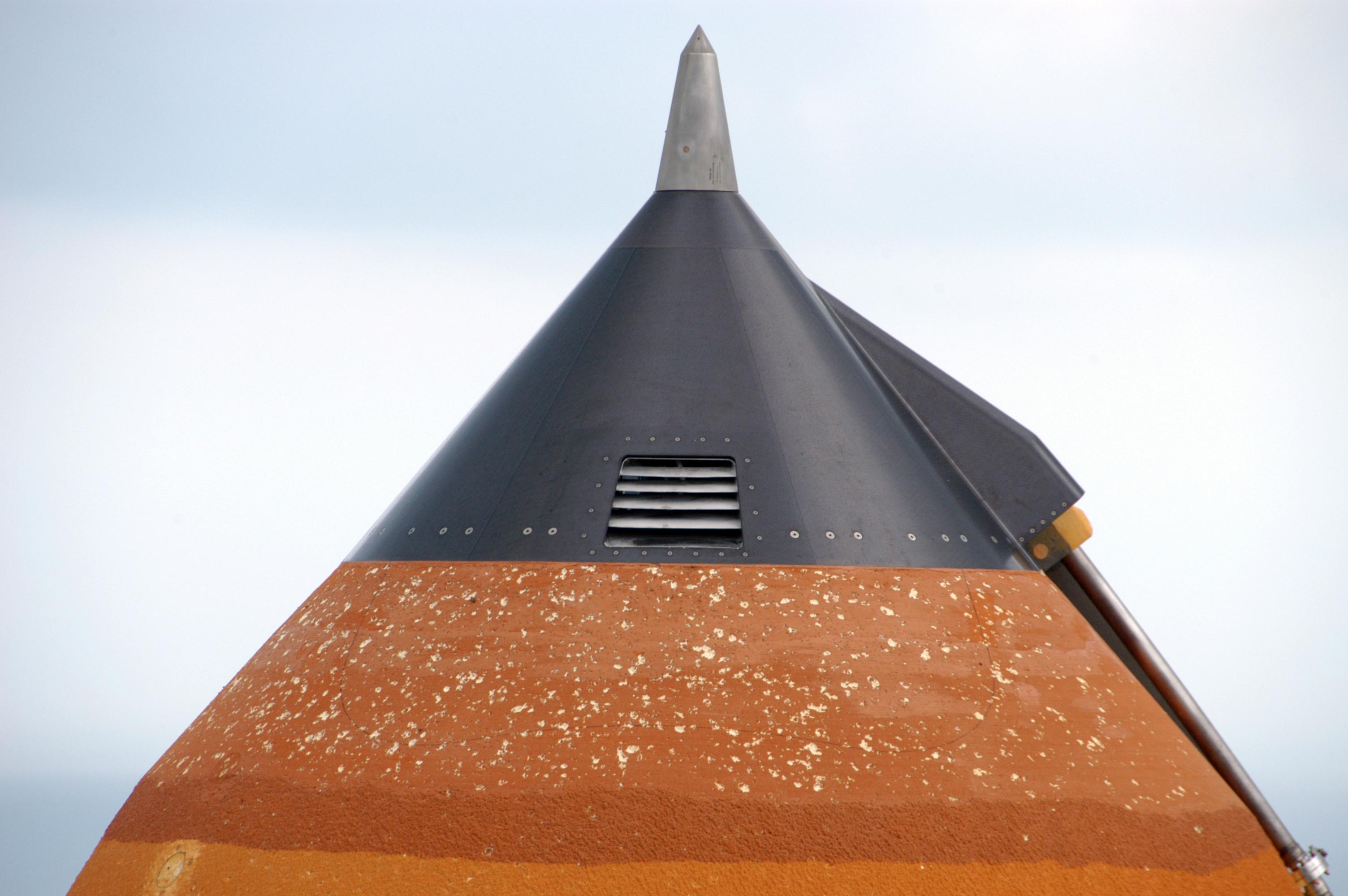
In questa immagine sono visibili i danni sul serbatoio esterno collegato all'Atlantis

A seguito di una grandinata, le ispezioni rivelarono dei danni all'Orbiter e al serbatoio esterno: chicchi di grandine grandi come palle da golf crearono migliaia di buchi nel rivestimento isolante del serbatoi, e provocarono danni minori in 26 piastrelle dello scudo termico dell'Atlantis sull'ala sinistra.

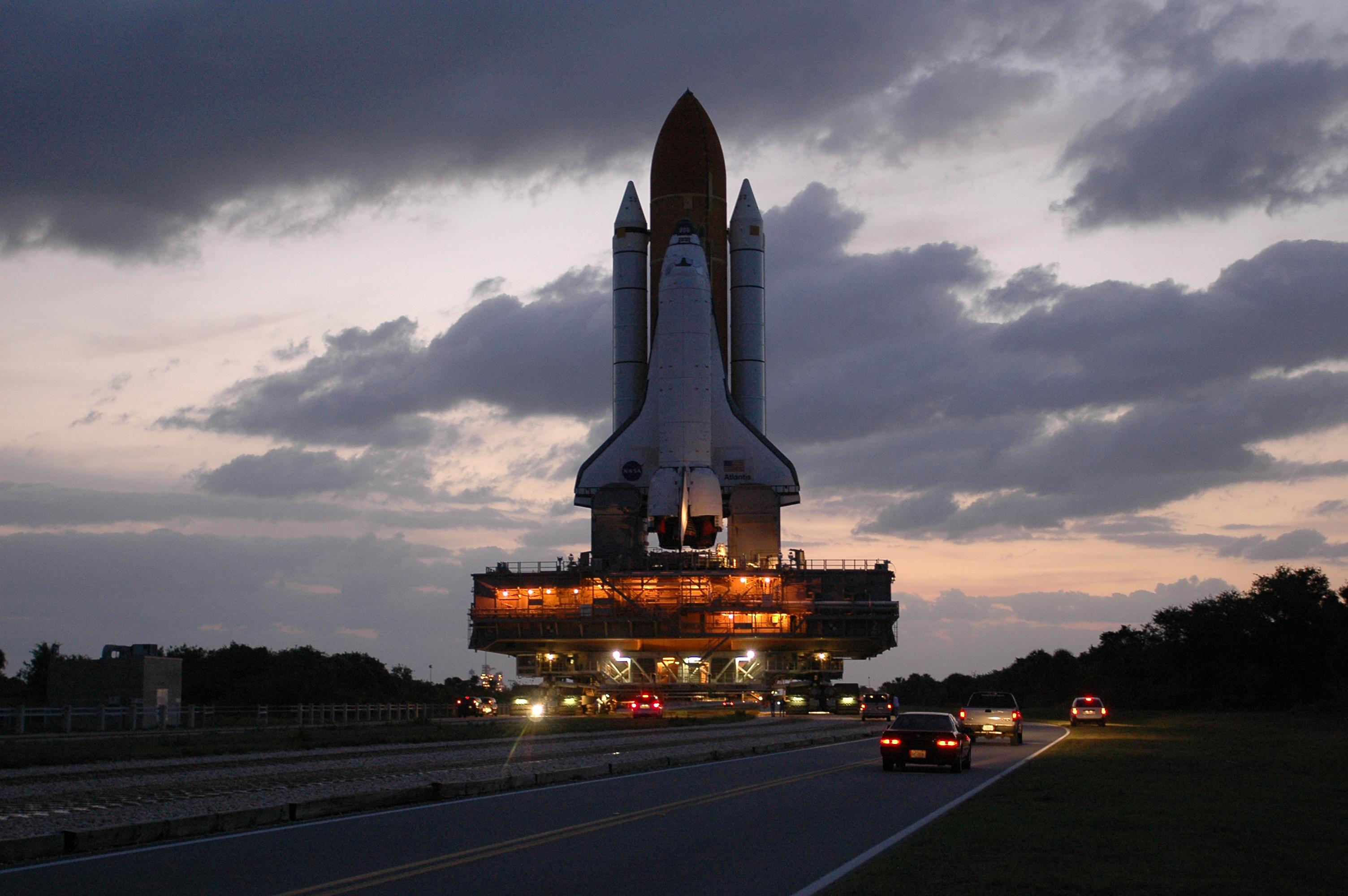
Arrivo dell'Atlantis al pad 39A per la seconda volta, dopo le riparazioni

Il 4 marzo 2007 l'Atlantis venne riportato al Vehicle Assembly Building. Dopo ulteriori controlli venne stabilito che lo Shuttle poteva tornare al volo. Dopo le riparazioni venne riportato sul pad 39A il 15 maggio e venne lanciato con successo l'8 giugno.
La grandinata causò modifiche nei programmi di lancio degli Shuttle: la missione STS-123 venne spostata a febbraio 2008, la STS-118 ad agosto 2007, la STS-120 a ottobre 2007 e la STS-122 a dicembre 2007. La missione STS-118 doveva essere compiuta necessariamente dopo questa poiché trasporta il segmento S5, che deve essere montato sul segmento S4.

## Cronologia

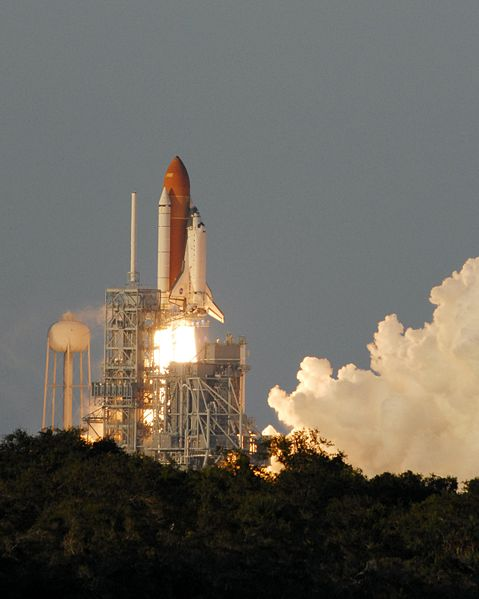
Lancio dello Space Shuttle Atlantis nella missione STS-117.

### Venerdì 8 giugno (1º giorno, Lancio)
Lo Space Shuttle Atlantis partì senza problemi né ritardi alle 19:38.04 EDT (1.38.04 CEST) e dopo circa 9 minuti raggiunse l'orbita terrestre. Questo fu il primo lancio dal pad 39A dal 2003 quando venne utilizzato per lo Space Shuttle Columbia nella sua ultima missione: la STS-107. Da questo lancio fino alla conclusione dei voli è previsto l'uso del solo pad 39A.

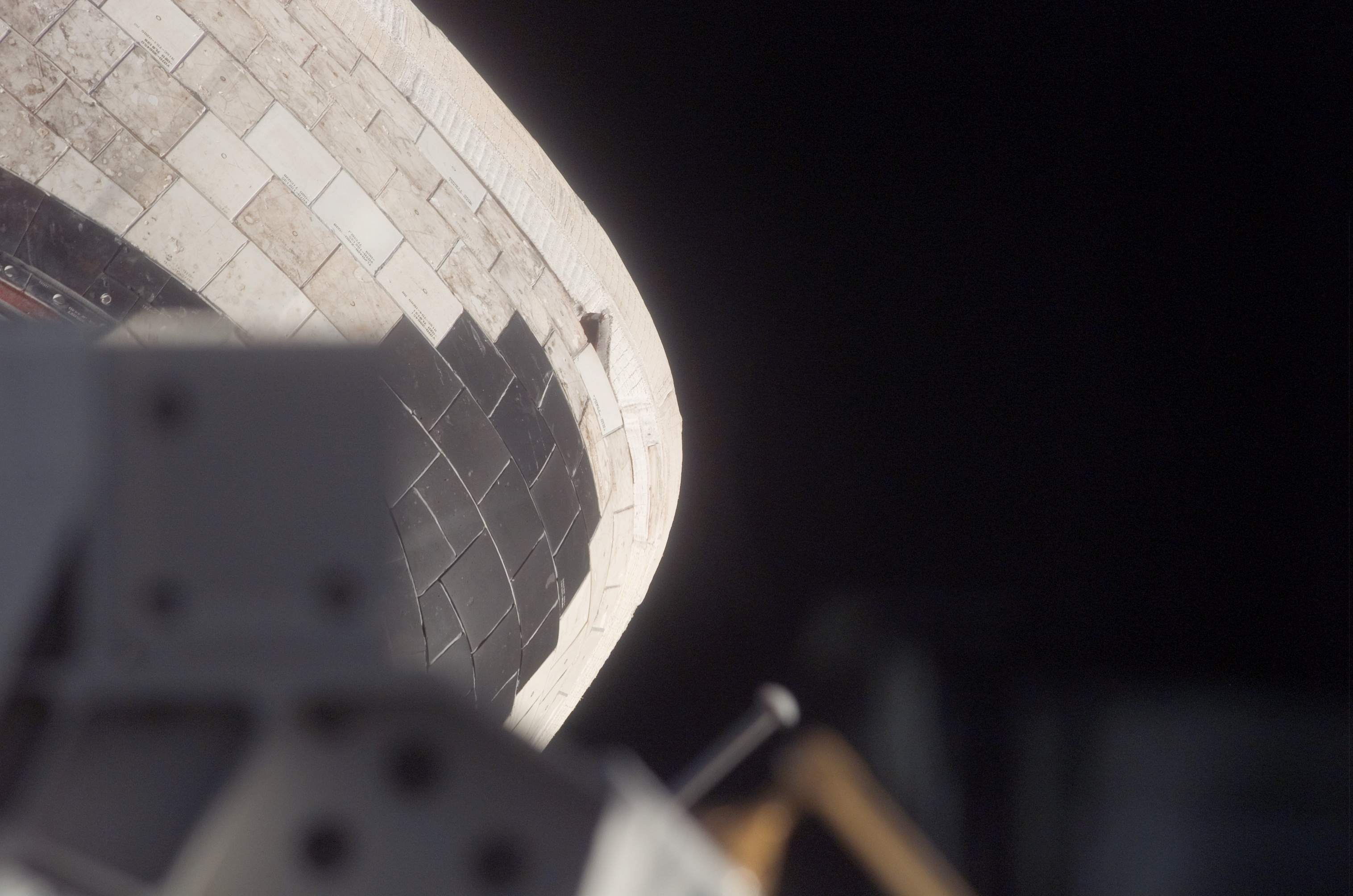
Apparente foro nell'OMS pod di sinistra dello Space Shuttle Atlantis durante la missione STS-117.

### Sabato 9 giugno (2º giorno)
Archambault, Forrester e Swanson utilizzarono come da routine l'Orbiter Boom Sensor System del braccio robotico dello Shuttle per le prime ispezioni al bordo anteriore delle ali e della parte anteriore. Venne trovato un apparente foro di circa 15 centimetri sull'OMS pod di sinistra che è una zona non critica dello scafo. In seguito venne accertato che si trattava di una ripiegatura di un elemento in tessuto.

### Domenica 10 giugno (3º giorno, Aggancio)
Fu effettuata la consueta manovra denominata Rendezvous pitch maneuver per permettere all'equipaggio della ISS di fotografare la parte inferiore dello scafo. In particolare, furono riprese immagini ravvicinate del OMS di sinistra, e in seguito inviate agli ingegneri a Terra. L'Atlantis si agganciò alla stazione spaziale alle ore 19.36 UTC (21:36 CEST), il portello venne aperto alle ore 21.20 UTC (23:20 CEST) e si tenne la cerimonia di benvenuto. In seguito Archambault e Forrester utilizzarono il braccio robotico dello Shuttle per estrarre dalla stiva di carico il segmento S3/S4 e passarlo al braccio robotico della stazione, guidato da Williams. L'operazione fu terminata alle 00:28 UTC e il segmento venne lasciato in posizione per essere installato durante la prima passeggiata spaziale dagli astronauti Reilly e Olivas.

### Lunedì 11 giugno (4º giorno, EVA 1)
Poco dopo le 10:00 Archambault, Forrester e Kotov utilizzarono il braccio robotico della stazione per spostare il segmento S3/S4 nell'estremità del segmento S1 per essere installato. La prima passeggiata spaziale della missione iniziò alle 20:02 UTC, un'ora dopo il previsto a causa di una temporanea mancanza di controllo d'assetto della stazione causata dallo spegnimento di un giroscopio. Reilly e Olivas completarono l'aggancio dei cavi e delle connessioni; infine iniziarono i preparativi per il dispiegamento dei pannelli fotovoltaici. La passeggiata spaziale durò 6 ore e 15 minuti.

### Martedì 12 giugno (5º giorno)
Il dispiegamento dei nuovi pannelli fotovoltaici fu l'evento caratterizzante il giorno 5. I controllori della stazione dispiegarono il nuovo gruppo di pannelli solari connesso al segmenti S3/S4 appena installato e l'equipaggio dello Shuttle iniziò i preparativi per la seconda passeggiata spaziale. Il dispiegamento del primo pannello terminò alle 11:29 e del secondo alle 12:58.
Un computer di navigazione russo ha avuto dei problemi nel mantenere l'assetto della stazione. I controllori di volo attivarono i computer dell'Atlantis per il controllo dell'assetto durante il dispiegamento dei pannelli, e in seguito restituirono il controllo a quelli della stazione, ma si verificò un problema. Nel frattempo, i responsabili del controllo missione stavano decidendo come riparare il rivestimento isolante, e infine comunicarono che si sarebbe atteso un altro giorno per dare il tempo agli ingegneri di pianificare le attività aggiuntive che sarebbero state inserite nella terza o quarta passeggiata spaziale.

### Mercoledì 13 giugno (6º giorno, EVA 2)
Forrester e Swanson hanno completato l'EVA 2 dopo aver ritratto parzialmente i pannelli fotovoltaici del P6. Durante la passeggiata spaziale gli astronauti e il controllo missione si accorsero che i circuiti del motore del SARJ erano connessi al contrario e quindi non rimossero i blocchi per prevenire movimenti indesiderati. I controllori di volo russi continuarono a lavorare per risolvere il problema con i computer russi che forniscono il controllo di assetto di riserva. La stazione, durante questo periodo, mantenne l'assetto con i giroscopi e lo Shuttle come sistema di riserva, in situazione di sicurezza.

### Giovedì 14 giugno (7º giorno)
Alle 6.30 CDT i computer russi che controllano l'assetto e altre funzionalità vitali per la stazione continuarono a presentare malfunzionamenti. Un primo tentativo di riavvio andò a buon fine ma fece scattare un falso allarme antincendio che svegliò l'equipaggio. Alle 15:38 Anderson, Sturckow, Archambault, Swanson e Williams continuarono a ritrarre i pannelli solari il più possibile, per semplificare la passeggiata spaziale di venerdì. Reilly e Olivas ricontrollarono le procedure per la passeggiata spaziale successiva, in particolar modo la riparazione del rivestimento protettivo dell'Atlantis, che prevedeva la "pinzatura" della porzione sporgente del rivestimento sulla mattonella adiacente.

### Venerdì 15 giugno (8º giorno, EVA 3)
La terza passeggiata spaziale caratterizzò il giorno 8. Nella prima parte Olivas effettuò la riparazione dell'elemento in tessuto dell'OMS pod sinistro dell'Atlantis; nel frattempo Reilly installò una valvola per l'idrogeno nella sezione anteriore del modulo Destiny dedicato ad un nuovo sistema di generazione dell'ossigeno. Il sistema separa l'acqua nei suoi componenti di base, ossigeno ed idrogeno, espellendo l'idrogeno all'esterno attraverso la valvola e convogliando l'ossigeno alla stazione. Nella seconda parte dell'EVA, entrambi gli astronauti si spostarono sopra il segmento P6 per assistere le operazioni finali nel ripiegamento del pannello solare, accertandosi che fosse stivato correttamente. La terza EVA fu completata in 7 ore e 58 minuti. I computer primari russi tornarono online bypassando un circuito mentre quelli secondari vennero mantenuti offline.

### Sabato 16 giugno (9º giorno)
Furono risolti i problemi ai computer russi i quali ripresero a funzionare (4 online e 2 in stand-by). Forrester e Swanson prepararono per l'EVA 4, riconfigurando le tute spaziali.

### Domenica 17 giugno (10º giorno, EVA 4)
Il giorno fu caratterizzato dalla quarta EVA in cui Forrester e Swanson verificarono il Drive-Lock assembly 2, che guida la rotazione del Solar Alpha Rotary Joint e rimossero i fermagli di quest'ultimo, un giunto che permette la rotazione dei pannelli solari. I membri dell'equipaggio continuarono a trasferire i rifornimenti dallo Shuttle alla stazione e alle 22:18 ricontrollarono le procedure per la passeggiata spaziale di domenica. Alle 23:43 tutti gli astronauti si raccolsero nel modulo Destiny per una conferenza. Tra gli altri compiti, installarono un cavo dati sul modulo Unity, rimossero una antenna GPS, aprirono la valvola di idrogeno che era stata installata nella precedente passeggiata.
Quest'ultima passeggiata spaziale della missione STS-117 iniziò alle 16.25 UTC (18:25 CEST) e durò 6 ore e 29 minuti.

### Lunedì 18 giugno (11º giorno)
Gli astronauti trascorsero un meritato giorno di riposo, con pochi impegni. Effettuano gli ultimi trasferimenti di materiale tra l'Atlantis e la ISS mentre il controllo missione a Terra effettuava dei test sui computer russi a bordo della stazione. I test diedero esito positivo così gli equipaggi della Expedition 15 e dello Space Shuttle Atlantis tennero la consueta cerimonia di commiato e chiusero i portelli tra la stazione e lo shuttle alle 17:51 CDT.

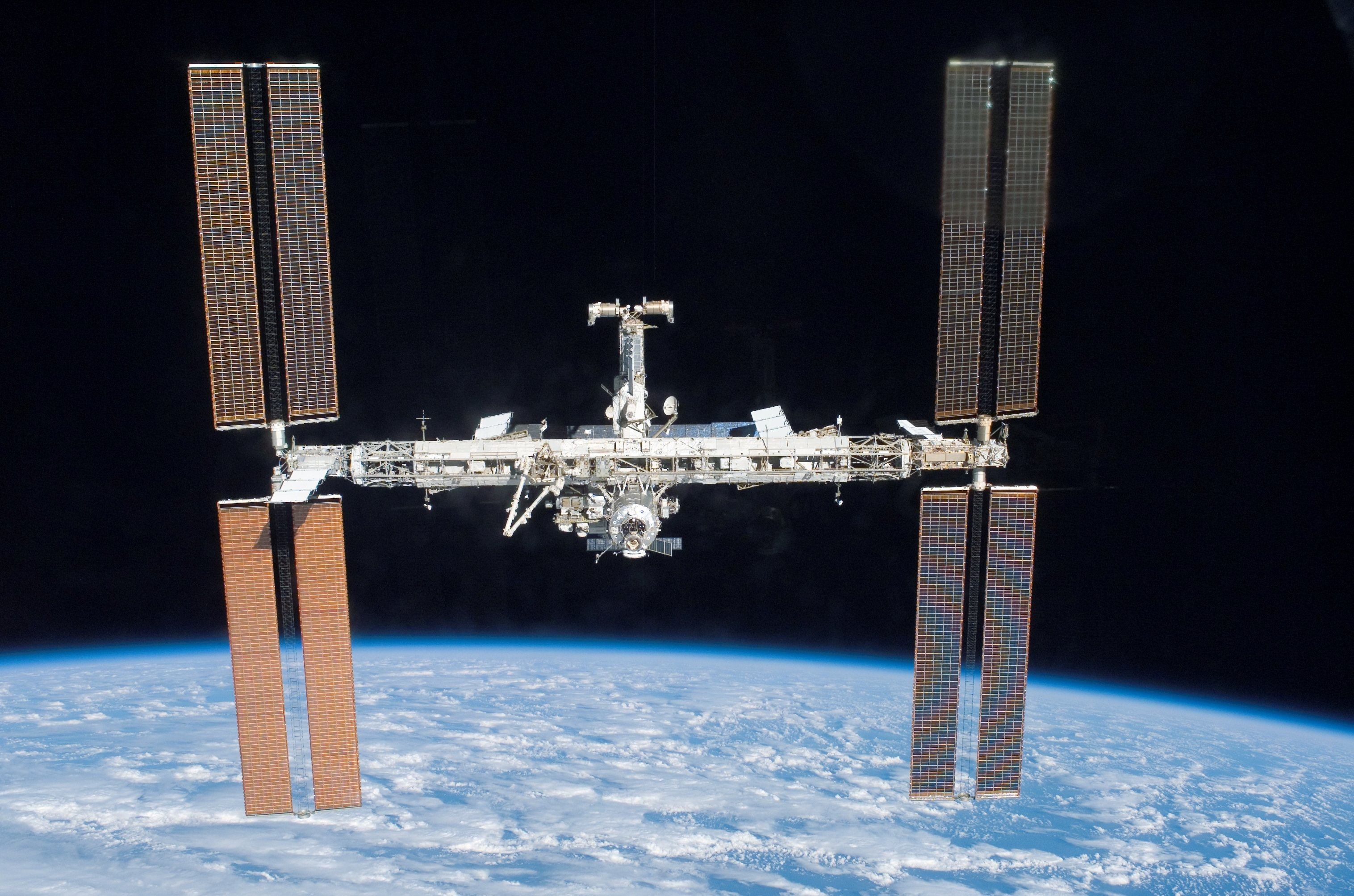
Foto scattata dall'Atlantis che mostra la nuova configurazione della ISS dopo la missione STS-117

### Martedì 19 giugno (12º giorno, Sgancio)
Lo Space Shuttle Atlantis si sganciò dalla ISS alle 14.42 UTC (16:42 CEST) e dopo essersi allontanato, effettuò un giro completo attorno alla stazione per fotografarla nella nuova configurazione. In seguito, il pilota Archambault attivò i propulsori per posizionare l'Atlantis ad una distanza di sicurezza, mentre i suoi colleghi effettuarono dei controlli aggiuntivi al sistema di protezione termico. Queste nuove immagini vennero inviate agli ingegneri che verificarono l'assenza di eventuali danni provocati da micrometeoriti durante il periodo di aggancio alla stazione.

### Mercoledì 20 giugno (13º giorno)
Alle 8:48 il comandante Sturckow, il pilota Archambault e Swanson attivarono il primo Auxiliary Power Unit e alle 10:08 effettuarono il normale controllo del Control Reaction System dell'Atlantis, per assicurarsi che il velivolo fosse pronto per le operazioni di fuoriuscita dall'orbita e discesa sulla superficie. Gli astronauti della stazione trascorsero una giornata di riposo.

### Giovedì 21 giugno (14º giorno)
I preparativi per le operazioni di uscita dall'orbita iniziarono alle 7:50, ma le cattive condizioni atmosferiche annullarono l'atterraggio al Kennedy Space Center. I responsabili della missione attivarono il sito di atterraggio di riserva alla Edwards AFB. L'equipaggio riaprì i portelli delle stive di carico e corresse l'orbita per le nuove opportunità di atterraggio.

### Venerdì 22 giugno (15º giorno, Atterraggio)
Durante questa giornata erano previste 5 opportunità di atterraggio (2 al Kennedy Space Center e 3 nella Edwards Air Force Base in California). Come nel giorno precedente il primo tentativo di rientrare al Kennedy Space Center venne scartato.
Lo Space Shuttle Atlantis atterrò sulla pista 22 della Edwards Air Force Base alle 19.49 UTC (21:49 CEST) dopo aver completato 219 orbite.

## Parametri di Missione

### Attività extraveicolari
|     | Missione      | Astronauta                          | Inizio               | Fine                 | Durata          | Missione                                                      |
| --- | ------------- | ----------------------------------- | -------------------- | -------------------- | --------------- | ------------------------------------------------------------- |
| 79. | STS-117 EVA 1 | James F. Reilly John D. Olivas      | 11 giugno, 20:02 UTC | 12 giugno, 02:17 UTC | 6 ore 15 minuti | Installazione segmento S3/S4                                  |
| 80. | STS-117 EVA 2 | Patrick G. Forrester Steven Swanson | 13 giugno, 18:28 UTC | 14 giugno, 01:44 UTC | 7 ore 16 minuti | Completamento installazione segmento S3/S4                    |
| 81. | STS-117 EVA 3 | James F. Reilly John D. Olivas      | 15 giugno, 17:24 UTC | 16 giugno, 01:22 UTC | 7 ore 58 minuti | Riparazione tessuto termico sull'OMS pod, ritrazione P6       |
| 82. | STS-117 EVA 4 | Patrick G. Forrester Steven Swanson | 17 giugno, 16:25 UTC | 17 giugno, 22:54 UTC | 6 ore 29 minuti | Installazione SARJ del segmento S4, installazione videocamera |

## Risveglio
Come tradizione per tutti i voli NASA a partire dal Programma Gemini, per ogni giorno di missione, l'equipaggio della STS-117 ascolta un particolare brano musicale scelto da un astronauta, che per lui ha un particolare significato.
- Giorno 2: "Big Boy Toys" di Aaron Tippin per il comandante Rick Sturckow.WAV Archiviato il 21 giugno 2007 in Internet Archive. MP3 Archiviato il 21 giugno 2007 in Internet Archive.
- Giorno 3: "Riding the Sky" di David Kelldorf and Brad Loveall (both employed at Johnson Space Center) per Clayton Anderson.WAV Archiviato il 21 giugno 2007 in Internet Archive. MP3 Archiviato il 14 giugno 2007 in Internet Archive.
- Giorno 4: "It Probably Always Will" di Ozark Mountain Daredevils per Steven Swanson. WAV Archiviato il 14 giugno 2007 in Internet Archive. MP3 Archiviato il 21 giugno 2007 in Internet Archive.
- Giorno 5: "What a Wonderful World" di Louis Armstrong per John "Danny" Olivas WAV Archiviato il 14 giugno 2007 in Internet Archive. MP3 Archiviato il 14 giugno 2007 in Internet Archive.
- Giorno 6: "Questions 67 and 68" di Chicago per Lee Archambault. WAV Archiviato il 21 giugno 2007 in Internet Archive. MP3 Archiviato il 21 giugno 2007 in Internet Archive.
- Giorno 7: "Indescribable" di Chris Tomlin per Patrick Forrester.WAV Archiviato il 21 giugno 2007 in Internet Archive. MP3 Archiviato il 21 giugno 2007 in Internet Archive.
- Giorno 8: "Radar Love" di Golden Earring per Steven Swanson.WAV Archiviato il 21 giugno 2007 in Internet Archive. MP3 Archiviato il 21 giugno 2007 in Internet Archive.
- Giorno 9: "University of Texas El Paso Fight Song" di UTEP Pep Band per John "Danny" Olivas WAV Archiviato il 21 giugno 2007 in Internet Archive. MP3 Archiviato il 21 giugno 2007 in Internet Archive.
- Giorno 10: Colonna sonora di "Band of Brothers - Fratelli al fronte" per Jim Reilly.WAV Archiviato il 21 giugno 2007 in Internet Archive. MP3 Archiviato il 21 giugno 2007 in Internet Archive.
- Giorno 11: "Redeemer" di Nicole C. Mullen per Patrick Forrester.WAV Archiviato il 21 giugno 2007 in Internet Archive. MP3 Archiviato il 21 giugno 2007 in Internet Archive.
- Giorno 12: "Feelin' Stronger Every Day" di Chicago per Lee Archambault. WAV Archiviato il 21 giugno 2007 in Internet Archive. MP3 Archiviato il 27 giugno 2007 in Internet Archive.
- Giorno 13: "If I Had a Million Dollars" di Barenaked Ladies per Sunita Williams. WAV Archiviato il 21 giugno 2007 in Internet Archive. MP3 Archiviato il 21 giugno 2007 in Internet Archive.
- Giorno 14: "Makin' Good Time Coming Home" di John Arthur Martinez per il comandante Rick Sturckow e per Jim Reilly. WAV Archiviato il 27 giugno 2007 in Internet Archive. MP3 Archiviato il 27 giugno 2007 in Internet Archive.
- Giorno 15: "The Marines' Hymn" per il comandante Rick Sturckow, USMC.WAV Archiviato il 27 giugno 2007 in Internet Archive. MP3 Archiviato il 27 giugno 2007 in Internet Archive.

## Missione di riserva

### STS-317
La missione STS-317 era la missione di riserva nel caso in cui il Discovery fosse risultato danneggiato nella missione STS-116. Questa missione di emergenza comprendeva quattro astronauti tra quelli assegnati dall'equipaggio della STS-117 e sarebbe stata pronta al lancio non prima del 21 febbraio 2007.